# Аранђеловдан
Аранђеловдан је хришћански празник који се прославља 21. новембра (8. новембра по старом календару). По броју људи који је у српском народу слави као своју крсну славу, она се налази на трећем месту.

## Порекло празника
Још од давнина људи су празновали анђеле, јер по Старом завету, када су људи одступили од Бога, почели су се клањати створењима Божијим, стварајући од њих идоле и приносећи им жртве.
Пагани су их називали боговима и створитељима свега видљивог и невидљивог. То је било веома распрострањено за време светих апостола. Четири до пет година пре Првог васељенског сабора на Лаодикијском помесном Сабору светих отаца, проклето је такво поштовање анђела и предато анатеми, те је по 35. Правилу уведено као благочестиво и правилно поштовање и празновање светих анђела, као служитеља Божијих и хранитеља рода људског. Одређено је да то буде у новембру, јер је новембар девети месец, после марта, када је створен свет, због девет анђеоских чинова који су најпре створени.
Девет анђеоских чинова описао је ученик Светог апостола Павла, Свети Дионисије Аеропагит у својој књизи „О небеској јерархији“ и они су следећи: шестокрили серафими, многоочити херувими, богоносни престоли, господства, силе, власти, начала, архангели и ангели.

## Арханђел Михаило
У тој строгој анђеоској хијерархији, где влада савршена једнодушност у послушности нижих чинова вишим, за војводу је изабран арханђел Михаило, јер је својим деловањем спасао многе анђеле отпале од Бога, које је Луцифер повукао са собом у пропаст. Увек се јављао на местима на којима се јављала и Богородица, тако да представља небеску силу и заштиту на земљи. Сваки народ има свог ангела хранитеља, заправо, сваки хришћанин има свог ангела хранитеља и чувара, те стога морамо имати на уму да, шта год чинимо или мислимо, јавно или тајно, то чинимо у присуству свог ангела. А на дан Страшног суда сабраће се огромно мноштво ангела небесних око престола Христова и објавиће се дела, речи и мисли сваког од нас, а тада нека нас Бог помилује и нека нас спасе молитвама Својим, Свети архистратиг Михаил и бестелесне небесне силе.
Арханђел Михаило је представљен како у својој десној руци држи копље којим потире Луцифера, а у левој палмову гранчицу. Он се сматра чуварем вере православне и борцем против јереси. Постоји веровање и обичај код многих хришћана који славе Светог Михаила, да, пошто га сматрају живим светитељем, не спрема се жито, што је неоправдано и нетачно. Неопходно је припремити жито за славу, јер се жито припрема за душе предака, а не за душу свеца, који је пред Богом жив.
Да ли ће Аранђеловдан бити прослављен уз посну или мрсну трпезу, зависи од тога на који дан пада. Ако пада у среду или петак, онда треба да буде посна, a жито је обавезно. По народном веровању слави се и јесен зато што је кад су свеци делили улоге, архангел Михаило добио јесење и зимско време — време зиме и зимских тешкоћа. Говори се да у ово време Архангел лута светом обучен у просјака да изгрди невернике и помогне невољницима. Каже се да какво је време на Аранђеловдан, тако ће бити током целе зиме и пролећа. Болесници овог дана оздрављају. У неким крајевима Србије, Михаило се слави и као заштитник сточара јер се верује да само он може отерати вукове.
Занимљиво је да се на Аранђеловдан 1960. године родио, наговештавајући самим даном рођења архангеоску ватреност у служби и љубави према Богу, новомученик Харитон Црноречки. Манастир Црна Река и манастир Светих архангела код Призрена, у којима је монаховао, посвећени су Светим архангелима Михаилу и Гаврилу. Замонашен је 1998. године, а то је било прво монашење у манастиру Светих архангела после 550 година. Аранђеловдан је слава манастира Грабовац. Архангел Михаило је заштитник лозе Немањића. Умро је 1999. године на дан Светог архангела Михаила свети српски старац Гаврило Антонијевић.